# Luis Vinicius da Silva Matos
Luis Vinicius da Silva Matos (sinh ngày 26 tháng 1 năm 1995) là một cầu thủ bóng đá người Brasil.

## Sự nghiệp câu lạc bộ
Luis Vinicius da Silva Matos đã từng chơi cho Vegalta Sendai.